# Eugène Valentin Oberlin De Mittersbach
Le baron Eugène Valentin Oberlin de Mittersbach est un homme politique français né le 25 avril 1785 à Bouxwiller (Bas-Rhin) et décédé le 21 octobre 1848 à Villeherviers (Loir-et-Cher).
Colonel de cavalerie et chevalier de l'Empire (1813), il est conseiller général et député de Loir-et-Cher de 1830 à 1837, puis pair de France de 1841 à 1848. Il était officier de la Légion d'honneur.

## Parcours
- École du Génie 09.10.1796
- Servi en Autriche de 1796 à 1801
- Cadet Gentilhomme Régiment BERCHINY HUSSARD en Autriche 08.02.1798
- Lieutenant Chasseurs de I'Archiduc 19.11.180
- Lieutenant Regt de la Cour d'Auvergne en France 18.02.1808
- Aide de Camp du Général Levasseur État-Major des Armées 27.03.1808
- Aide de Camp du Général Dessolle État-Major des Armées 20.09.1808
- Chef d'Escadron du Général Dessollle État-Major des Armées 16.04.1814
- Sous-Lieutenant Garde de corps de S.A.R. Monsieur 15.07.1814
- Major ou Lieutenant-Colonel Garde du Corps de S.A.R 03.09.1814
- Lieutenant-Colonel Carabinier de S.A.R. Monsieur 22.11.1815

## Campagnes
- 1799-1800 : Allemagne  1808-1809 : Espagne  1810-1811 : Espagne  1812 : Russie  1815 : Belgique sous les ordres de Monsieur le Duc de Berry
- Chevalier de la Légion d'Honneur le 15 août 1812
- Chevalier de Saint-Louis le 25 août 1814
- Officier de la Légion d'Honneur le 9 janvier 1815
- Blessures : bras droit fracassé par un boulet le 7 septembre 1812 Bataille de la Moskova

## Sources
- « Eugène Valentin Oberlin De Mittersbach », dans Adolphe Robert et Gaston Cougny, Dictionnaire des parlementaires français, Edgar Bourloton, 1889-1891 [détail de l’édition]
- Jean-Marie Quelqueger, « Eugène Valentin d'Oberlin de Mittersbach », in Nouveau dictionnaire de biographie alsacienne, vol. 28, p. 2880